# Go Kaburaki
Go Kaburaki (鏑木 豪 Kaburaki Go?), född 26 augusti 1977 i Tokyo prefektur, är en japansk före detta fotbollsspelare.
Kaburaki började sin karriär 1999 i Yokohama F. Marinos. Efter Yokohama F. Marinos spelade han för Júbilo Iwata, FC Tokyo, Vissel Kobe, Avispa Fukuoka, Mito HollyHock, Arte Takasaki och Tonan Maebashi. Han avslutade karriären 2012.